# Кефалінія (ном)
Кефалінія (грец. Κεφαλληνία) — ном в Греції, що належить до групи Іонічних островів. Складається з островів Кефалінія, Ітака та декількох маленьких островів. Столиця — місто Аргостоліон.

## Муніципалітети і комуни
| Муніципалітет | YPES код | Місцева влада (якщо відрізняється) | Поштовий код   | Тел. код |
| ------------- | -------- | ---------------------------------- | -------------- | -------- |
| Аргостоліон   |          |                                    | 281 00         | 26710    |
| Еліос-Пронні  |          |                                    | 280 82         | 26710    |
| Ерісос        |          |                                    |                |          |
| Ітака         |          |                                    | 283 00, 283 01 | 26740    |
| Ліватос       |          |                                    |                |          |
| Палікі        |          |                                    | 280 81         | 26710    |
| Піларос       |          |                                    |                |          |
| Самі          |          |                                    |                |          |
| Комуна        | YPES код | Місцева влада (якщо відрізняється) | Поштовий код   | Тел. код |
| Омала         |          |                                    | 281 00         | 26710    |

| Греція | Це незавершена стаття з географії Греції. Ви можете допомогти проєкту, виправивши або дописавши її. |